# Speicherkapazität
Die Speicherkapazität bezeichnet die maximale Datenmenge, die in einer Datenstruktur oder in einem Datenspeicher gespeichert werden kann. 
Um objektive Vergleichsmaße zu haben, wird dabei üblicherweise keine Datenkompression zur Ausnutzung von Redundanz vorgenommen.
Der Begriff Speicherplatz wird häufig synonym zu Speicherkapazität verwendet, kann jedoch auch für den Speicherbedarf (in Byte) eines Datenobjektes stehen (wie bei Dateien oder Verzeichnissen). Neben diesen Bedeutungen wird Speicherplatz auch manchmal im Sinne von Speicherelement verwendet. Im Zusammenhang mit Festplatten findet sich oft der Begriff Festplattenspeicher in der Bedeutung Speicherplatz bzw. -kapazität (auf) der Festplatte.

## Maßangaben
Da die Speicherkapazität eine spezielle Datenmenge darstellt, wird sie in den gleichen Einheiten wie diese gemessen, also in Bit, Byte und deren Vielfachen, welche mit Hilfe von Vorsätzen für Maßeinheiten (kurz Präfixe) gebildet werden können. Häufig wird die Speicherkapazität nicht in dezimalen, sondern in binären Vielfachen durch Binärpräfixe angegeben oder logarithmisch als binäre Speicherkapazität
{\displaystyle M_{\mathrm {e} }=\operatorname {lb} n{\text{ bit}}}
wobei {\displaystyle n} die Anzahl möglicher Zustände des gegebenen Speichers ist.